# 清流新岩國站
清流新岩國站（日语：／ Seiryu-Shin-Iwakuni eki */?）是位於山口縣岩國市御庄1丁目，錦川鐵道的錦川清流線車站。
車站鄰接山陽新幹線新岩國站，轉乘的步行距離僅200公尺。但錦川清流線的列車班次並未配合新幹線的時刻制定，轉乘較為不便，且新岩國站的班次較少，大多數乘客會搭到岩國站再轉乘山陽本線列車至新幹線班次密集的廣島站。 。

## 歷史
- 1960年（昭和35年）11月1日 - 日本國有鐵道（國鐵）岩日線御庄駅（日语：／）啟用。
  - 車站當時位於山口縣岩國市御庄。
- 1975年（昭和50年）3月10日 - 山陽新幹線開通，新岩國站開業。但是兩站分為獨立車站。
- 1987年（昭和62年）
  - 4月1日 - 伴隨國鐵分割民營化，車站由西日本旅客鐵道（JR西日本）營運。
  - 7月25日 - 由錦川鐵道接管岩日線[2]。
- 2006年（平成18年）3月20日 - 隨著岩國市（第二次）成立，車站地址變成現時的地址。
- 2013年（平成25年）3月16日 - 車站改名為清流新岩國站[3][4][5]。

## 車站構造
車站是一座建設路堤上的地面車站，設有1面1線的單式月台。月台向守内瘡神一方已經延長。
此站是無人車站，沒有檢票口。月台上設有由鐵路貨車緩急車改造的候車室。
在來自川西站方向的列車進站前，會經過連接山陽新幹線保線基地的路軌和出發信號機。

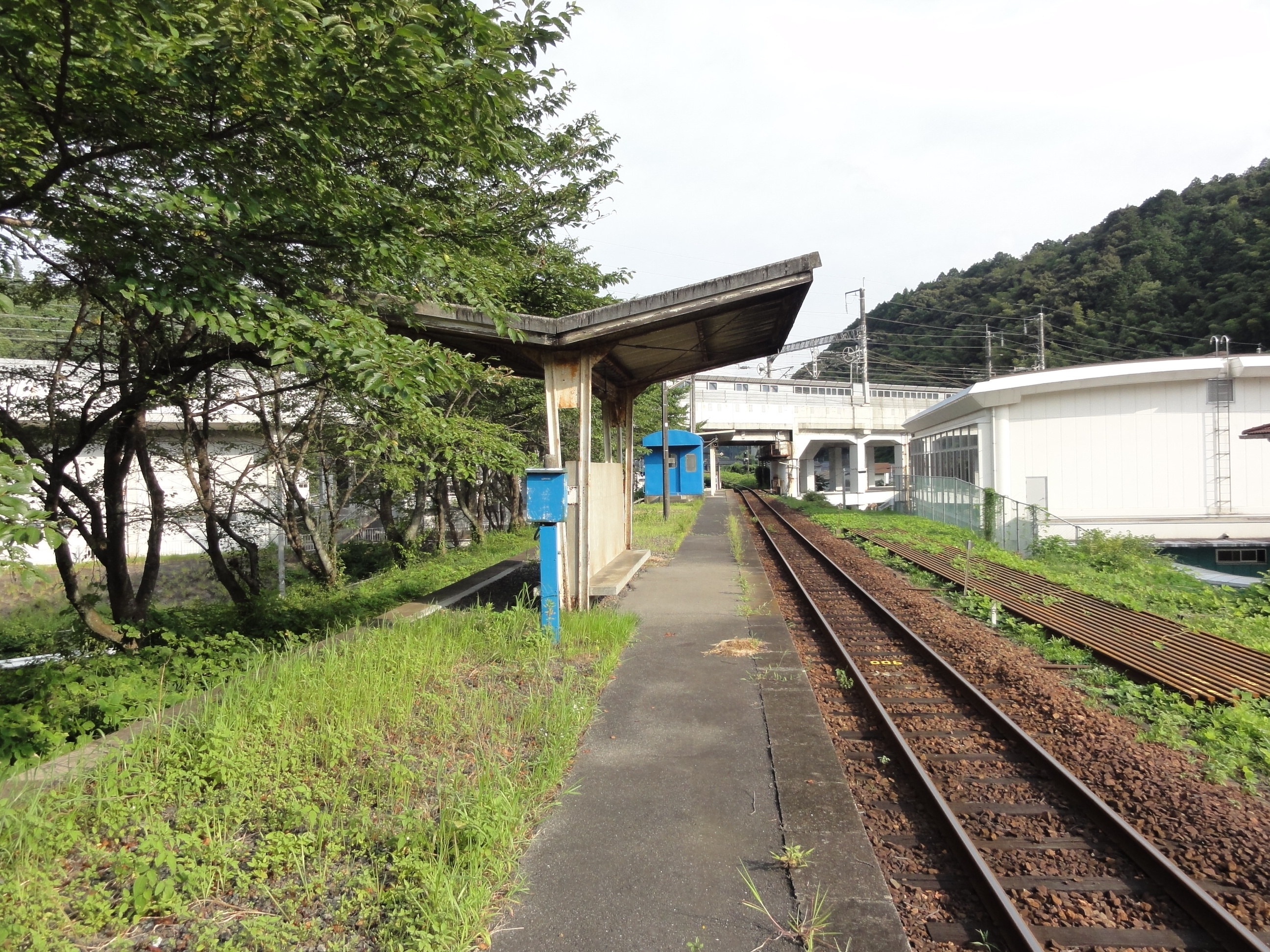
月台
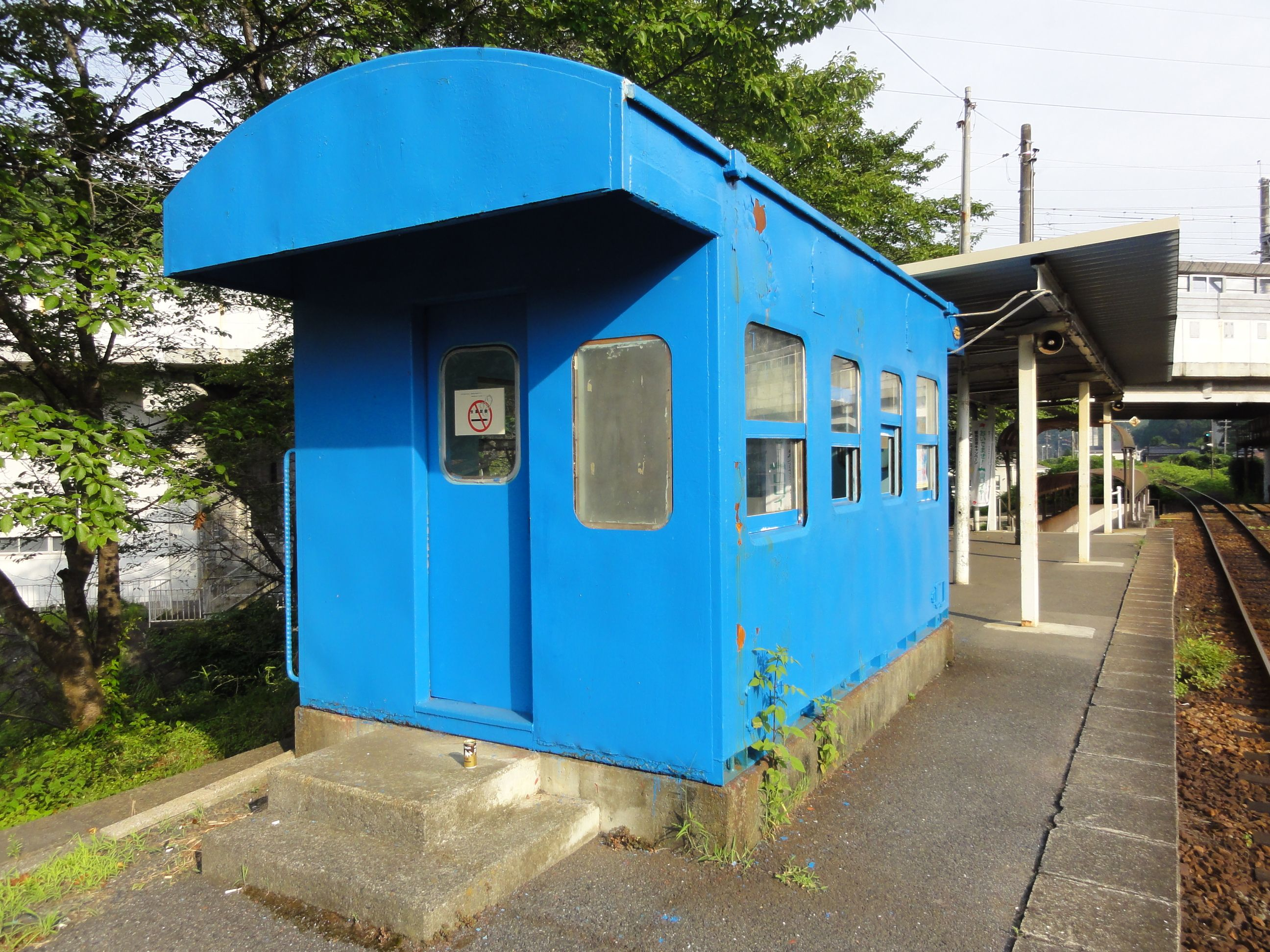
候車室
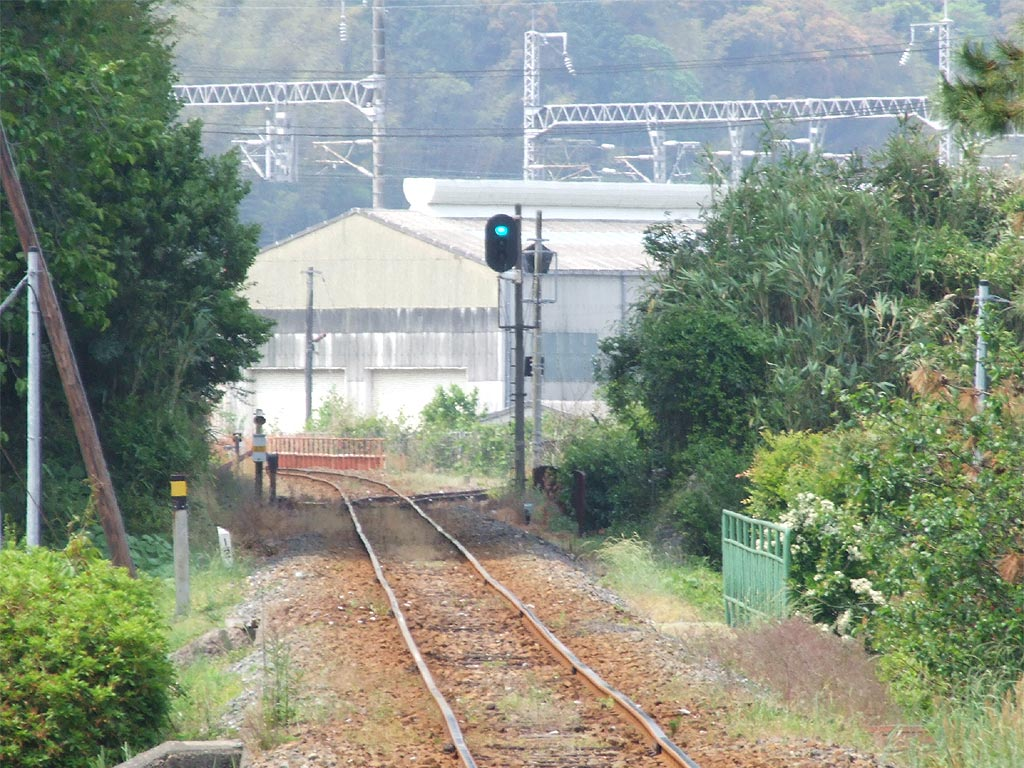
新幹線保線基地分支部分 （2008年5月22日）
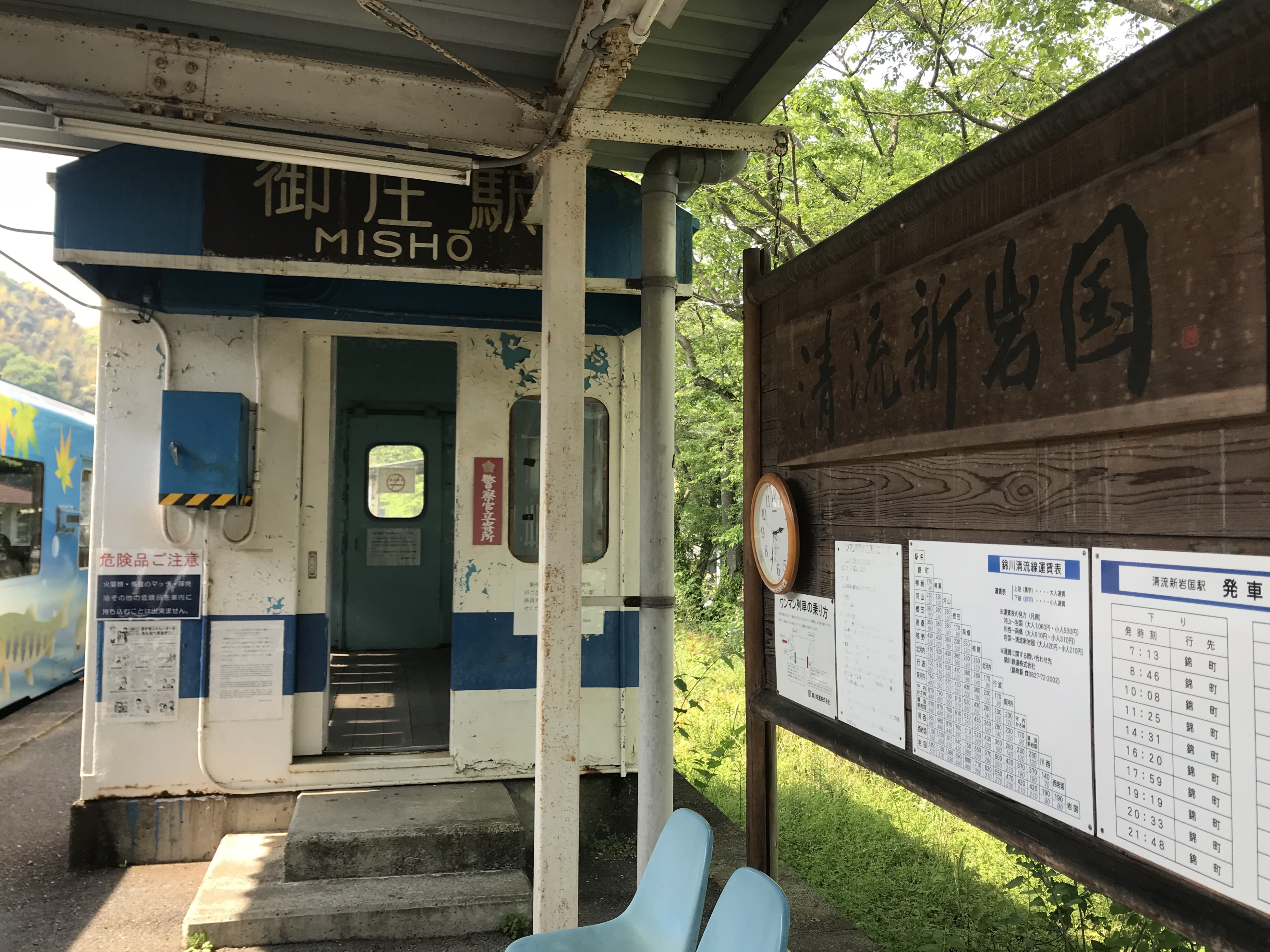
候車室和站名牌

## 車站周邊

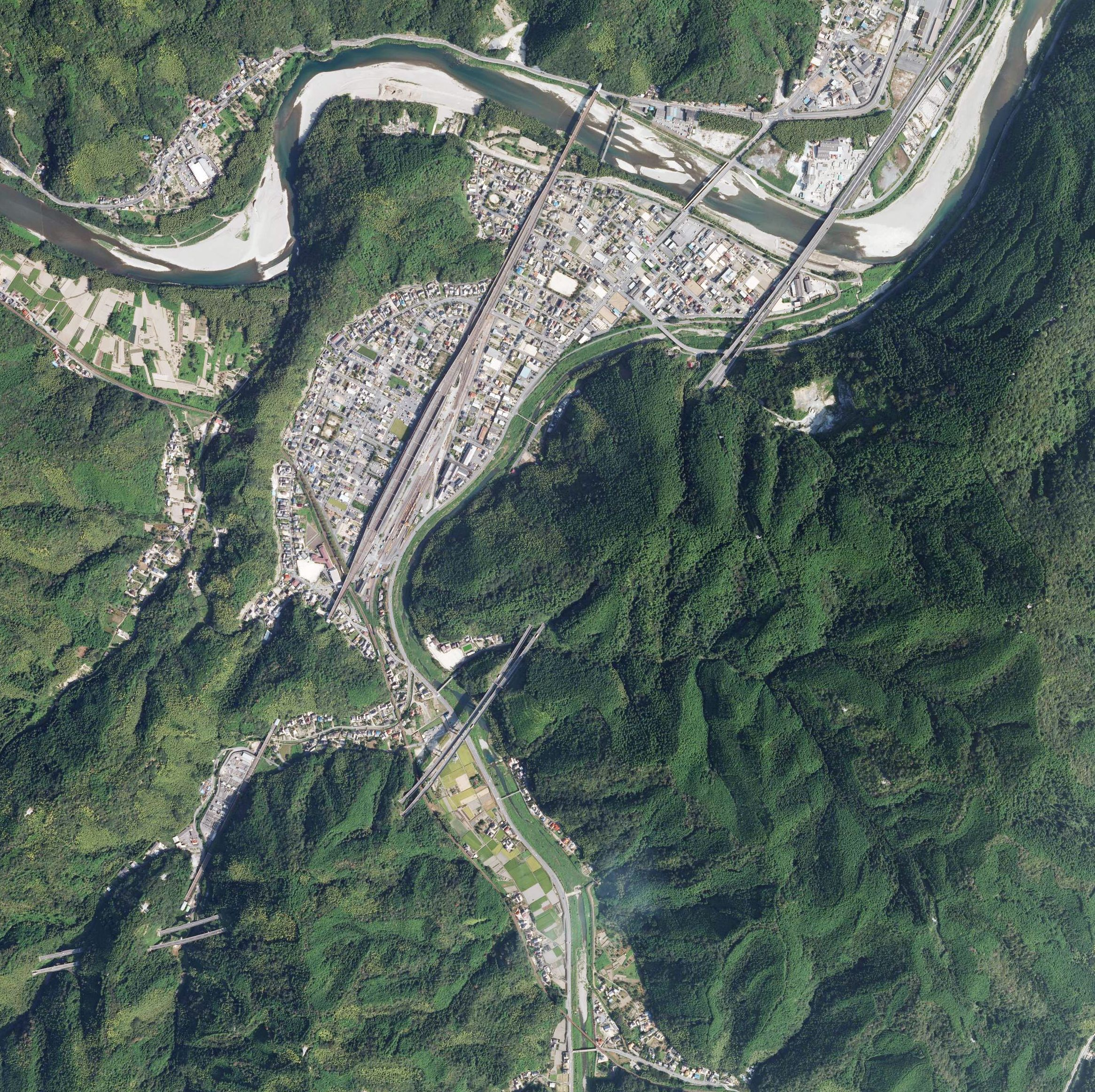
車站周邊
（2009年拍攝）

車站北邊鄰接山陽新幹線新岩國站，沿新幹線高架橋旁連接新幹線車站（步行7分鐘）。在新幹線站前進行土地調整，建設有許多新興住宅區，原本車站是在御庄地區中心。車站附近設有岩國市立御庄小學、岩國市立御庄中學、岩國市中央公民館御庄分館等設施。
岩國巴士「御庄」巴士站設有每日3往返班次。另外也有巴士站於新岩國站前。

## 相鄰車站
錦川鐵道
錦川清流線
川西－（森原信號場）－清流新岩國－守內瘡神

## 注腳
1. ↑  .   [2021年4月20日]. （原始内容存档于2021年3月5日） （日语）.
2. 1 2  . 鐵道雜誌（日语：鉄道ジャーナル） (鐵道雜誌社). 1987-07, 21 (8): 128–129 （日语）.
3. ↑  . 中国新聞. 2012年10月20日. （原始内容存档于2012-10-23） （日语）.
4. ↑  「清流新岩国」駅名改正の記念式典・記念乗車の参加者募集 （页面存档备份，存于）（日語） 2013年1月29日 錦川鐵道官方網站
5. ↑  山口県の錦川鉄道御庄駅が「清流新岩国」に - 新幹線への連絡駅をアピール （页面存档备份，存于）（日語） 2013年1月30日 MyNavi新聞

## 外部連結
- 錦川清流線各站介紹 清流新岩國站 （页面存档备份，存于）（日語）（錦川鐵道）